# Безуглов Григорій Вікторович
Безуглов Григорій Вікторович (нар. 23 (10) січня 1907 — пом. 8 вересня 1978) — радянський військовик, учасник Німецько-радянської війни, Герой Радянського Союзу.

## Біографія
Народився 10 січня 1907 року в селі Студенок, нині Глухівського району, Сумської області в селянській сім'ї. Закінчив середню школу. Працював у лісництві. З 1927 року працював головою райспоживспілки.
З 1929 року в лавах Червоної армії, служив у 31-му кавалерійському полку. У 1934 році закінчив Тамбовську кавалерійську школу, в 1937-му — курси удосконалення командного складу в Новочеркаську, в 1939 році — курси штабних працівників при Військовій академії імені М. В. Фрунзе.
Брав участь у фінській кампанії, Польському поході 1939 року. Учасник Німецько-радянської війни з вересня 1941 року. Воював на Західному, Південному, Центральному та 1-му Білоруському фронтах.
У вересні 1943 року начальник штабу 60-го гвардійського Чернігівського кавалерійського полку 16-ї гвардійської кавалерійської дивізії гвардії капітан Григорій Безуглов організував успішне форсування Дніпра підрозділами полку в районі села Нивка (Брагінський район Гомельської області) і відбиття контратак противника в боях з розширення плацдарму в районі села Галки. В ході бою був поранений командир полку, і капітан Безуглов прийняв на себе командування полком. За цю операцію був представлений до звання Героя Радянського Союзу.
Указом Президії Верховної Ради СРСР від 15 січня 1945 року «за зразкове виконання бойових завдань командування на фронті боротьби з німецько-фашистськими загарбниками і проявлені при цьому мужність і героїзм» гвардії капітану Безуглову Григорію Вікторовичу присвоєно звання Героя Радянського Союзу з врученням ордена Леніна і медалі «Золота Зірка» (№ 3008).
У січні 1945 року Григорій Вікторович був важко поранений і після госпіталю був звільнений в запас. Після звільнення повернувся у рідне село, працював головою сільської ради. У 1953 році переїхав до міста Куйбишев (нині Самара), де працював на заводі.
Помер 8 вересня 1978 року на 81-му році життя, похований в Самарі.

## Нагороди
- Медаль «Золота Зірка» Героя Радянського Союзу
- Орден Червоного Прапора
- Орден Вітчизняної війни I ступеня
- Два ордени Червоної Зірки